# Vasîlkivșciîna, Kroleveț
Vasîlkivșciîna (în ucraineană Васильківщина) este un sat în comuna Hrecikîne din raionul Kroleveț, regiunea Sumî, Ucraina.

## Demografie
Componența lingvistică a localității Vasîlkivșciîna
     Ucraineană (96,43%)
     Rusă (3,57%)
Conform recensământului din 2001, majoritatea populației localității Vasîlkivșciîna era vorbitoare de ucraineană (96,43%), existând în minoritate și vorbitori de rusă (3,57%).